# トランスアジア航空235便墜落事故
トランスアジア航空235便墜落事故（トランスアジアこうくう235びんついらくじこ）は、2015年2月4日10時56分（台湾標準時）に、中華民国（台湾）北部の台北松山空港を出発し金門島の金門空港へ向かっていたトランスアジア航空（復興航空）235便（GE235便）が、エンジン異常と機長の誤操作により、台北市南港区と新北市汐止区の境界をなす基隆河に墜落した航空事故である。
235便には乗客53名と乗員5名が搭乗していたが、43名が死亡し15名が重傷を負った。また、高速道路を走行中のタクシー1台が事故機の左翼と接触して大破し、タクシーの乗員1名と乗客1名が軽傷を負った。

## 事故当日の235便
- 使用機材：ATR 72–600、機体記号：B-22816
- 乗員乗客：58人
  - コックピットクルー：3人（年齢は事故当時）
    - 機長：42歳男性。総飛行時間4914時間[2][3]。
    - 副操縦士：45歳男性。総飛行時間6922時間[2][3]。
    - オブザーバー：63歳男性。総飛行時間1万6121時間[2][3]。ただしグラスコックピットは初めて。

  - 客室乗務員：2人
  - 乗客：53人

## 事故経過
トランスアジア航空235便は、2015年2月4日10時51分（台湾標準時）、乗客乗員58名を乗せ金門空港に向けて離陸した。離陸直後の10時52分38秒に第2エンジンがフレームアウト手順に入っていることを示す画面表示とともに、主警報装置が鳴り響いた。ところが、同42秒に第1エンジンのスロットルがアイドリング位置まで引かれ、53分24秒には第1エンジンを停止させてしまう。このため10時53分9秒から同25秒までの間に幾度か失速警告音が鳴っており、同34秒に機長は無線を通じて緊急事態を宣言し「エンジンがフレームアウト状態だ」と告げた。その後10時54分20秒に第1エンジンを再起動したものの、同34秒に再度主警告音が鳴り、同35から36秒にかけてフライトレコーダーとボイスレコーダーの記録が停止した。台湾の専門家は「なぜ正規手順ではなく正常な第1エンジンの停止操作を行ったのか（第2エンジンがフレームアウトしているのに正常な第1エンジンを再起動したこと）」「エンジン再起動までにかける時間がすこし長いようだ」と疑問を投げかけている。
実際には基隆河に沿うように蛇行を繰り返し、都市部上空を通過直後に機体を左傾させて基隆河へ突っ込んで墜落した。機体制御が困難となる中で、機長は都市部への墜落を避けようと川沿いを飛行しながら水面への不時着を試みた可能性が報じられている。救助された常連客の1人も「いつもと違う異音がしていてパワー不足のように感じられた。機長は機体を立て直そうとしていた」と証言している。また、Flightradar24は、空港へ引き返そうとしたのではないかと述べている。
墜落直前の旋回動作により事故機の左翼端が、沿岸の高速道路である環東大道を走行中のタクシー（フォルクスワーゲン・キャディ）のボンネット付近を直撃し、そのまま水平尾翼とともに道路の側壁に激突し、タクシーの車体前方とルーフ、事故機の左翼と左尾翼が大破した。幸いにもタクシーに乗車していた運転手と乗客は軽傷で、病院へ搬送されて治療を受け、合わせて事故遭遇による精神的ショックへの治療も行われた。また、タクシーのすぐ後方を走行していた自動車のドライブレコーダーが事故の瞬間を撮影しており、その映像がYouTubeや各国の報道番組などで公開された。
墜落現場周辺は、首都の都心エリアということもあって人口密集地であり、基隆河以外に墜落した場合はさらなる大惨事になった可能性もあり、台湾では事故の原因がパイロットの人為的ミスと明らかになるまでは、困難な状況下で大惨事を回避したとして機長を英雄と讃える報道が多くなされていた。
| 経過時間 （HH:MM:SS） | 時刻 台湾標準時 UTC+8 | 経過 |
| --------------------- | --------------------- | --- |
| 00:00                 | 10:41:14.6            | フライトレコーダーの記録開始 |
| 00:09:57.9            | 10:51:12.7            | 台北松山空港の管制塔から離陸許可を得る |
| 00:10:18.2            | 10:52:33.8            | 空港の管制塔が235便に対して台北ディパーチャーへコンタクトを命令                                                                                          |
| 00:10:23.5            | 10:52:38.3            | コックピットの主警告音が鳴る（第2エンジンに関する警告）                                                                                                  |
| 00:10:27.2            | 10:52:42.0            | スロットルレバーの手動操作により（異常の発生した第2エンジンではなく）正常だった第1エンジンの出力が下がる                                                 |
| 00:10:28.2            | 10:52:43.0            | 乗員は第1エンジン出力低下を宣言 |
|                       | 10:53:00.4            | エンジン停止手順について、乗員同士の討論が交わされる |
|                       | 10:53:06.4            | 乗員は再度、第1エンジン出力低下を宣言 |
|                       | 10:53:07.7            | 乗員は第2エンジン失火を宣言 |
|                       | 10:53:09.9            | 1回目の失速警告音（10:53:10.8まで） |
|                       | 10:53:12.6            | 2回目の失速警告音（10:53:18.8まで） |
|                       | 10:53:19.6            | 第1エンジンのプロペラがフェザリングし、燃料供給停止 |
|                       | 10:53:21.4            | 3回目の失速警告音（10:53:23.3まで） |
|                       | 10:53:24              | パイロットが第1エンジンをオフにする |
|                       | 10:53:25.7            | 4回目の失速警告音（10:53:27.3まで） |
|                       | 10:53:34.9            | パイロットが台北松山空港の管制塔に対して"Mayday，Mayday, engine flame out."と緊急事態を宣言、フレームアウトであると申告                                  |
|                       | 10:53:55.9            | 5回目の失速警告音（10:53:59.7まで） |
|                       | 10:54:06.1            | 6回目の失速警告音（10:54:10.1まで） |
|                       | 10:54:09.2            | 機長がエンジンを再始動せよと何度も声を上げる |
|                       | 10:54:12.4            | 7回目の失速警告音（10:54:21.6まで） |
| 00:13:05.3            | 10:54:20              | 第1エンジンが再始動 |
|                       | 10:54:23.2            | 8回目の失速警告音（10:54:33.9まで） |
|                       | 10:54:27.1            | 機長の発言「ああ、スロットルレバーを間違えた」（報告書記載の中国語原文と併記された英語訳：「哇油門收錯了 / wow pulled back the wrong side throttle」。） |
| 00:13:19.4            | 10:54:34.4            | コックピットの主警告音が再び鳴る |
| 00:13:19.8            | 10:54:34.8            | 不明な音声が記録される |
| 00:13:21.3            | 10:54:35.9            | フライトデータレコーダー (FDR) の記録が停止 |
| 00:13:21.8            | 10:54:36.4            | コックピットボイスレコーダー (CVR) の記録が停止 |

## 救助作業

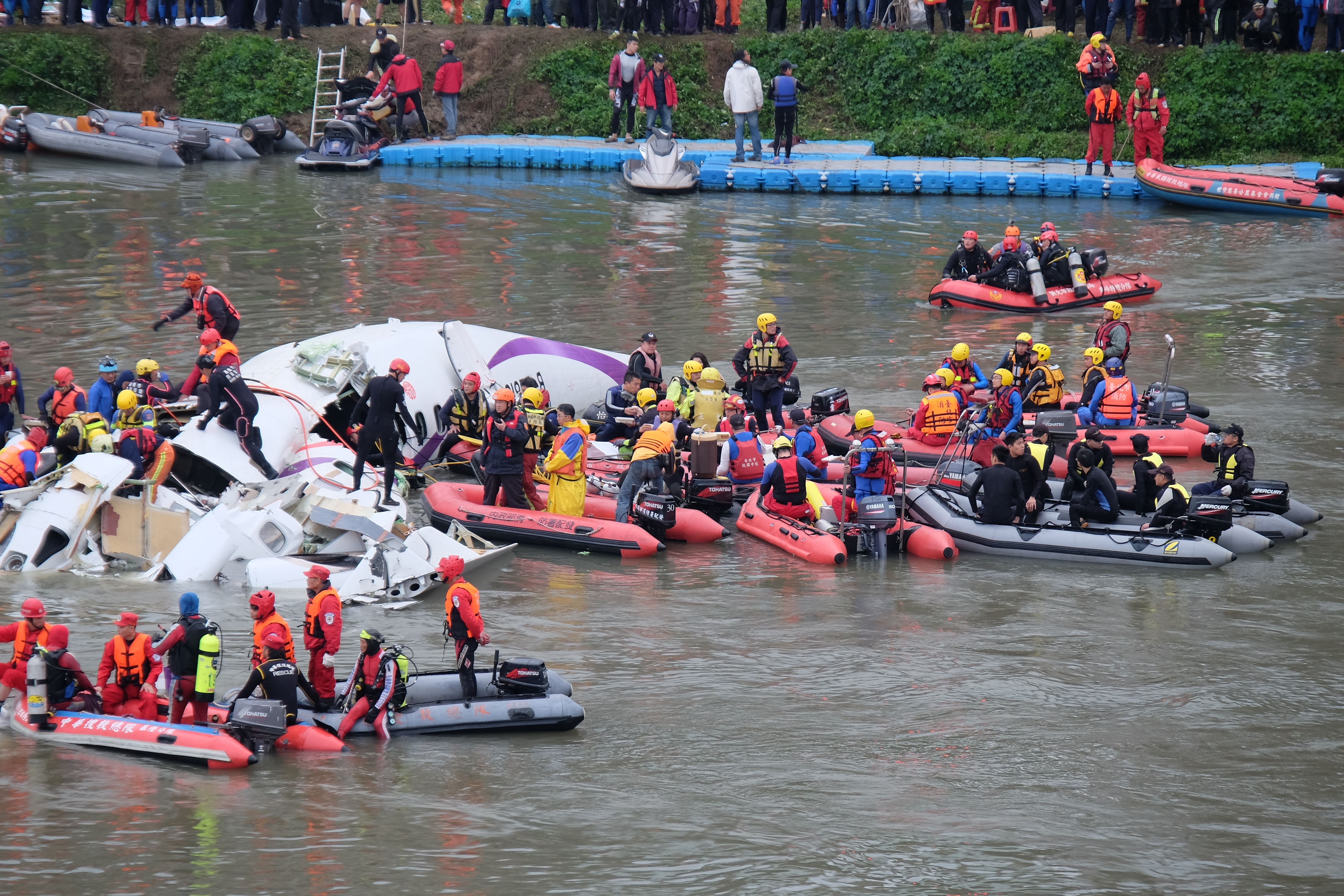
事故機と救助作業の様子

台北市政府消防局は、基隆河に墜落した機体から乗客を救出するべく、大型クレーンやインフレータブルボートを用い、ダイバー隊も動員した。しかしながらダイバー隊員たちは濁った川の水や鋭利な残骸などに阻まれ、作業は危険を伴い難航を極めた。救助のため機体をクレーンで吊り上げたところ、コックピットおよび客室前方はほぼ全壊だった。
2月7日になると川の濁りが収まって水位も下がり、救助活動がしやすくなったため装備や救助隊員が拡充された。増員による578名の動員、金属探知機の使用、人の輪による環状検索など総力を挙げており、新たに5名の遺体が発見された。
2月8日の政府の事故対策本部の発表によると、陸海空による絨毯式の総当たり体制で対応しており、新たな捜索範囲として、基隆河の合流先である本川、淡水河の河口までとその範囲を拡大し、船舶やヘリコプターなどによる目視検索を中心に捜索が行われた。
捜索の実態は厳しく、折からの寒波到来で水温は摂氏4度で、これにウェットスーツ装備で横一文字列の歩行検索、あるいは潜水検索に当たるため、30分も作業するとすぐ岸に上がってきては暖を取る状態で、また8日の河川の濁りは前日より悪化しており、効率が落ちていた。台湾は亜熱帯であるため、少なくとも日本の救助隊では一般的である防寒用ドライスーツは配備されておらず、軍の1部隊がわずかに使用しているのみであった。救助活動の継続に危機感を抱いた警察と消防はメディアを通じて緊急支援を呼びかけ、これに対し台湾国内の宗教団体の信者や一般市民が合計7着のドライスーツを寄贈した。また、慣れない冬季の水難救助に対応するため、台北市政府消防局はストーブを追加投入し、軍から野戦入浴車を借り受けて配備した。なお日没後は潜水および入水による捜索は中断されるが、水面および岸辺の捜索は休まず続けられた。
2月9日の捜索も、前日までの問題を払拭できずに難航していた。装備としてはソナーを新たに投入することで、捜索の円滑化が期待された。また、前述の通りの防寒装備の不足により、水中捜索隊員が風邪にかかることが続発しており、南部地方から応援要員を呼ぶことでしのいでいる。なお捜索隊の小隊長が風邪の疑いで病院へ搬送され加療中に肺炎であることが判明し、集中治療室へ移送されて治療を受けるという事態に発展した。
2月10日の捜索でも不明者の発見に至らなかった。台北市政府消防局は今後、潮の満ち引きを考慮しながら建機積載用の平台船を現場へ派遣し、これに高圧放水車を積んで高圧放水により川底の汚れを洗い流す作業を行うことで、不明者の発見につなげたいと発表した。これは不明者を発見できない理由が、座席ごとシートベルトで固定されたまま放出されていたり、深い汚泥に埋もれていることなどにあるのではないかとの見立てによる。
2月11日の捜索において、同じ座席にシートベルトで固定されたままだった2人の遺体が発見され、残るは1人となった。連日の捜索で、基隆河が蛇行する南湖大橋付近に遺体が集中して流れ着いていることから、付近を集中捜索した結果の発見であった。2組4座席が機体から流出し未発見のままであることから、座席の発見が遺体発見につながるものと見て捜索が続けられたが、2月12日の水中捜索終了間際に最後の遺体が発見された。
なお、連日の捜索に参加していた民間ダイバーの1人が、2月11日に低体温が原因と思われる動脈瘤破裂により搬送先の病院で死亡している。馬英九総統はダイバーの遺族に電話して哀悼の意を述べた。

## 搭乗者の国籍
| 国籍           | 乗客人数 | 乗員人数 | 合計 | 死者数 |
| -------------- | -------- | -------- | ---- | ------ |
| 中華民国       | 22       | 5        | 27   | 15     |
| 中華人民共和国 | 31       | 0        | 31   | 28     |
| 合計           | 53       | 5        | 58   | 43     |

## 機体
当該機体はATR社製のターボプロップ双発旅客機ATR 72-600（機体記号:B-22816、製造番号:1141、定員72名）で、2014年4月に受領したばかりの機体だった。エンジンはカナダのプラット・アンド・ホイットニー・カナダ社製PW127Fを搭載していた。同機は納入時にフランスの工場から台北松山空港に向かうフェリーフライトの際、左エンジン（第1エンジン）に不具合が発生したため、経由地のマカオでエンジンユニットごと交換を実施したが、8月にも不具合で同じ左エンジンを交換していた。
また、トランスアジア航空では前年7月にもほぼ同型のATR 72-500が墜落する事故が発生している。

## 事故対応
機体メーカーのATR社は、「中華民国の政府機関である飛航安全調査委員会 (ASC) が調査を主導することになる。当社はフランス政府機関、航空事故調査局 (BEA) へアドバイスをする予定である」との声明を発表した。ASCは事故現場へ調査員を派遣し、事故機の製造国であるフランスのBEAも調査員2名を現場へ派遣した。またエンジンの製造国カナダの政府機関である運輸安全委員会 (TSB) も代表者を現地へ派遣した。
中華民国の馬瑋国報道官は、馬英九総統が非常に強い関心を持って最新情報の収集に努めており、行政院（日本の内閣に相当）は関連部署に命じて、全力で捜索と援助に当たらせるよう指示したと述べた。
中国共産党の習近平総書記は、負傷者の救助活動への積極的な協力、および家族の慰労と善後策に尽力するよう関係各所へ指示した。中華人民共和国政府の李克強総理も総書記と同様の指示とともに、関係方面が台湾との連絡を密にすることで被害者家族への情報伝達、需要に応じた支援の提供などを行うよう指示を出した。
この事故の影響により、中華人民共和国の政府高官の金門訪問は無期延期となった。

## 事故原因
中華民国の政府機関である飛航安全調査委員会（ASC）は当初、事故直後では暫定的な発表しか出来ないとした上で、次回の報告は4か月後、最終的な事故報告書は事故発生の10か月後になると述べた。
2016年6月30日にASCは最終報告書を発表した。
- 異常の発生した第2エンジンの出力自体は正常だったが、出力を測定するためのトルクセンサーに故障が発生した。システム側はエンジン自体がフレームアウト（燃焼停止）したと誤解し、オートフェザーユニット（英語版）を作動させて第2エンジンのプロペラピッチをフェザリングした。このため第2エンジンは回り続けていたものの、第2エンジン側は推力を失った[1]。
- コックピットクルーは離陸直後に第2エンジンの異常が発生した際に所定の緊急手順を怠り、必要な是正措置を実施しなかった。また異常の発生した第2エンジンと間違えて正常な第1エンジンを停止させてしまい、機体の推力を完全に失わせた[1]。

## 事故後
2014年7月の着陸失敗事故から1年も経たないうちに再び重大な事故を起こしたトランスアジア航空の経営は悪化し、この事故の翌年の2016年11月22日に運航停止・会社解散へと追い込まれた。

## 映像化
- メーデー!:航空機事故の真実と真相 第15シーズン第7話「Caught on Tape」[46]

- 世界衝撃映像100連発34　(2020年1月12日放送)